# Acroricnus seductor
Acroricnus seductor är en stekelart som först beskrevs av Giovanni Antonio Scopoli 1786.  Acroricnus seductor ingår i släktet Acroricnus och familjen brokparasitsteklar.

## Underarter
Arten delas in i följande underarter:
- A. s. elegans
- A. s. syriacus